# Qamanirjuaq Lake
Qamanirjuaq Lake är en sjö i Kanada.   Den ligger i territoriet Nunavut, i den centrala delen av landet, 2 300 km nordväst om huvudstaden Ottawa. Qamanirjuaq Lake ligger 156 meter över havet. Arean är 736 kvadratkilometer. Den sträcker sig 115,0 kilometer i nord-sydlig riktning, och 58,0 kilometer i öst-västlig riktning.
Omgivningarna runt Qamanirjuaq Lake är i huvudsak ett öppet busklandskap. Trakten runt Qamanirjuaq Lake är nära nog obefolkad, med mindre än två invånare per kvadratkilometer.